# Xiong Xiling
Xiong Xiling, también escrito Hsiung Hsi-ling, (en chino simplificado, 熊希龄; pinyin, Xióng Xĩ Líng; Fenghuang, dinastía Qing; 1870-Hong Kong, Imperio británico; 25 de diciembre de 1937) fue un político chino, que se desempeñó como primer ministro de la República de China entre julio de 1913 y febrero de 1914, y como ministro de finanzas.

## Biografía
Nacido en Fenghuang, prefectura de Xiangxi, en la provincia de Hunan, fue un erudito. Estudió en Japón durante varios años y, en 1905, regresó para acompañar a Duanfang (virrey de Huguang) en una misión extranjera. En septiembre de 1910, fue nombrado Comisionado Interino de Asuntos Exteriores de Hubei.
En octubre de 1911, después de la Revolución de Xinhai, se unió a los republicanos; fungió como Jefe del Departamento de Finanzas de Kiangsu, y luego se convirtió en presidente del Comité Republicano de la provincia de Hunan. En marzo de 1912, fue nombrado ministro de finanzas en el primer gabinete republicano, siendo responsable del primer préstamo adquirido por la nueva república. Posteriormente, fue nombrado teniente general de Rehe, pese a que nunca antes había ocupado un puesto militar.
En julio de 1913, fue nombrado por Yuan Shikai como primer ministro, y en septiembre del mismo año como ministro de finanzas. En mayo de 1914, fue nombrado director general de la Administración Nacional del Petróleo, que cooperó con la empresa estadounidense Standard Oil. En 1917 fue nombrado director general de alivio y conservación de inundaciones y, en mayo de 1919, como director general de alivio de la hambruna en la provincia de Hunan.
Después de dejar la política, Xiong se involucró en algunas instituciones educativas y caritativas para ayudar a los necesitados de Pekín y Shanghái. Falleció en Hong Kong en 1937.